# Selenia schizomedia
Selenia schizomedia là một loài bướm đêm trong họ Geometridae.